# Liste des joueuses de l'USO Mondeville
Cette page présente la liste par saison des joueuses du club de l'USO Mondeville.

## Saison 2017-2018
Entraineur : Romain Lhermitte
Assistant : Nicolas Leblanc & François Ménival
| Numéro | Nom                    | Née le            | Taille | Nationalité        | Poste |
| 3      | Ana Tadić              | 21 septembre 1998 | 1,95 m | France             | 4-5   |
| 6      | Romana Hejdová         | 9 mai 1988        | 1,84 m | République tchèque | 3-4   |
| 7      | Stephanie Talbot       | 15 juin 1994      | 1,88 m | Australie          | 4     |
| 8      | Kim Gaucher-Smith      | 7 mai 1984        | 1,83 m | Canada             | 3     |
|        | Heleen Nauwelaers      | 14 mars 1996      | 1,80 m | Belgique           | 3     |
| 9      | Myriam Djekoundade     | 2 janvier 1998    | 1,85 m | France             | 3     |
| 12     | Catherine Mosengo-Masa | 19 avril 1996     | 1,92 m | France             | 4-5   |
| 24     | Lisa Berkani           | 19 mai 1997       | 1,76 m | France             | 1     |

le club se classe dixième sur douze équipes lors de la saison régulière, mais arrache son maintien lors des play-down.
La formation qui termine dernière de ce classement est reléguée en Ligue féminine 2.
| Rang | Équipe                     | Pts | J  | G | P  | Pp  | Pc  | Diff |  | Résultats (dom.\ext.)      | STA   | MON   | ROC   | NIC   |
| ---- | -------------------------- | --- | -- | - | -- | --- | --- | ---- |  | -------------------------- | ----- | ----- | ----- | ----- |
| 1    | Saint-Amand Hainaut Basket | 21  | 12 | 9 | 3  | 840 | 801 | 39   |  | Saint-Amand Hainaut Basket |       | 59-58 | 78-64 | 75-63 |
| 2    | USO Mondeville             | 19  | 12 | 7 | 5  | 819 | 761 | 58   |  | USO Mondeville             | 38-51 |       | 64-67 | 66-56 |
| 3    | Roche Vendée Basket ClubP  | 18  | 12 | 6 | 6  | 853 | 818 | 35   |  | Roche Vendée Basket ClubP  | 82-76 | 69-74 |       | 86-62 |
| 4    | Cavigal Nice Basket 06     | 14  | 12 | 2 | 10 | 732 | 864 | -132 |  | Cavigal Nice Basket 06     | 73-76 | 69-75 | 46-85 |       |

## Saison 2016-2017
Entraineur : Romain Lhermitte
Assistant : Nicolas Leblanc & François Ménival
| Numéro | Nom                    | Née le            | Taille | Nationalité       | Poste |
| 3      | Ana Tadić              | 21 septembre 1998 | 1,95 m | France            | 4-5   |
| 5      | Loreen Kerbœuf         | 8 mars 1998       | 1,78 m | France            | 1     |
| 8      | Kim Gaucher-Smith      | 7 mai 1984        | 1,83 m | Canada            | 3     |
| 10     | Lisa Berkani           | 19 mai 1997       | 1,76 m | France            | 1     |
| 12     | Catherine Mosengo-Masa | 19 avril 1996     | 1,92 m | France            | 4-5   |
| 15     | Michelle Plouffe       | 15 septembre 1992 | 1,93 m | Canada            | 4-3   |
| 17     | Lysa Millavet          | 17 janvier 1995   | 1,86 m | France            | 4-5   |
| 25     | Marième Badiane        | 24 novembre 1994  | 1,90 m | France            | 4-5   |
| 27     | Emma Villas-Gomis      | 18 mai 1995       | 1,92 m | France            | 4-5   |
| 32     | K.B. Sharp             | 18 avril 1981     | 1,75 m | États-Unis France | 1-2   |

Lors de la sixième journée, Mondeville s'impose à l'extérieur face à Basket Landes, alors seule équipe invaincue.

## Saison 2015-2016
Entraineur : Romain Lhermitte
Assistant : Nicolas Leblanc
| Numéro  | Nom                    | Née le            | Taille | Nationalité       | Poste |
| 4       | Léa Pellerin           | 19 janvier 1996   | 1,65 m | France            | 1     |
| 5       | Marine Johannès        | 21 janvier 1995   | 1,77 m | France            | 1-2   |
| 6       | K.B. Sharp             | 18 avril 1981     | 1,75 m | États-Unis France | 1-2   |
| 8       | Kim Gaucher-Smith      | 7 mai 1984        | 1,83 m | Canada            | 3     |
| 9       | Loreen Kerbœuf         | 8 mars 1998       | 1,78 m | France            | 1     |
| 12      | Catherine Mosengo-Masa | 19 avril 1996     | 1,92 m | France            | 4-5   |
| 13 (JM) | Sandra Dijon-Gérardin  | 10 janvier 1976   | 1,92 m | France            | 5     |
| 15      | Michelle Plouffe       | 15 septembre 1992 | 1,93 m | Canada            | 4-3   |
| 17      | Lysa Millavet          | 17 janvier 1995   | 1,86 m | France            | 4-5   |
| 25      | Marième Badiane        | 24 novembre 1994  | 1,90 m | France            | 4-5   |
| 27      | Emma Villas-Gomis      | 18 mai 1995       | 1,92 m | France            | 4-5   |
| 29      | Julie Plouhinec        | 29 mars 1998      | 1,?? m | France            | 1     |

## Saison 2014-2015
Entraineur : Romain Lhermitte
Assistant : Loïc Asseline
Assistant 2 : François Ménival
| Numéro | Nom                    | Née le          | Taille | Nationalité       | Poste |
| 4      | Léa Pellerin           | 19 janvier 1996 | 1,65 m | France            | 1     |
| 5      | Julie Vanloo           | 10 février 1993 | 1,72 m | Belgique          | 1     |
| 6      | K.B. Sharp             | 18 avril 1981   | 1,75 m | États-Unis France | 1-2   |
| 7      | Catherine Mosengo-Masa | 19 avril 1996   | 1,92 m | France            | 4-5   |
| 8      | Marine Johannès        | 21 mai 1995     | 1,70 m | France            | 2     |
| 10     | Pauline Krawczyk       | 17 mars 1985    | 1,82 m | France            | 3     |
| 11     | Océane Coget           | 11 février 1996 | 1,82 m | France            | 3     |
| 12     | Maja Vucurovic         | 27 mai 1991     | 1,88 m | Serbie            | 4-3   |
| 13     | Sandra Dijon-Gérardin  | 10 janvier 1976 | 1,92 m | France            | 5     |
| 17     | Lysa Millavet          | 17 janvier 1995 | 1,86 m | France            | 4-5   |
| 18     | Nawel Salgues          | 10 août 1996    | 1,76 m | France            | 1     |
| 44     | Courtney Hurt          | 5 mars 1990     | 1,85 m | États-Unis        | 4     |

## Saison 2013-2014
Entraineur : Romain Lhermitte
Assistant : Loïc Asseline
| Numéro | Nom                   | Née le           | Taille | Nationalité    | Poste |
| 4      | Touty Gandega         | 20 juin 1991     | 1,69m  | France         | 2     |
| 5      | Julie Vanloo          | 10 février 1993  | 1,72m  | Belgique       | 1     |
| 6      | Oumou Touré           | 18 février 1988  | 1,90m  | France Sénégal | 4-5   |
| 7      | Lorena Infantes       | 1er février 1981 | 1,71m  | Espagne        | 1     |
| 8      | Marine Johannès       | 21 mai 1995      | 1,70m  | France         | 2     |
| 9      | Pauline Betis         | 4 septembre 1994 | 1,69m  | France         | 1     |
| 10     | Hhadydia Minte        | 16 mars 1991     | 1,86m  | France         | 3-4   |
| 13     | Sandra Dijon-Gérardin | 10 janvier 1976  | 1,92m  | France         | 5     |
| 24     | Amanda Lassiter       | 9 juin 1979      | 1,85m  | États-Unis     | 3-4   |
| 44     | Courtney Hurt         | 5 mars 1990      | 1,85m  | États-Unis     | 3     |

Le club finit à la douzième place de la saison régulière.

## Effectif 2012-2013
Entraineur : Hervé Coudray
Assistant : Romain Lhermitte
| Numéro | Nom                       | Née le           | Taille | Nationalité         | Poste |
| 4      | Touty Gandega.            | 20 juin 1991     | 1,69m  | France              | 2     |
| 5      | Aminata Konaté            | 27 octobre 1990  | 1,68m  | France              | 1     |
| 6      | Kristen Sharp             | 18 avril 1981    | 1,75m  | États-Unis France   | 1-2   |
| 7      | Ingrid Tanqueray          | 25 août 1988     | 1,64m  | France              | 1     |
| 8      | Marine Johannès           | 21 mai 1995      | 1,70m  | France              | 2     |
| 9      | Pauline Betis             | 4 septembre 1994 | 1,69m  | France              | 1     |
| 10     | Hhadydia Minte            | 16 mars 1991     | 1,86m  | France              | 3-4   |
| 11     | Giedrė Paugaitė           | 15 juillet 1990  | 1,92m  | Lituanie            | 4-5   |
| 12     | Lætitia Kamba             | 10 janvier 1987  | 1,87m  | France              | 3-4   |
| 13     | Lysa Millavet             | 17 janvier 1995  | 1,86m  | France              | 3-4   |
| 14     | Marie-Bernadette Mbuyamba | 5 janvier 1993   | 1,85m  | France              | 4-5   |
| 15     | Naîgnouma Coulibaly       | 31 mai 1989      | 1,91m  | Mali France         | 5     |
| 23     | Binta Drammeh,            | 21 mai 1992      | 1,80m  | Suède               | 2     |
| 45     | Noelle Quinn              | 3 janvier 1985   | 1,83m  | États-Unis Bulgarie | 2     |
| 24     | Amanda Lassiter           | 9 juin 1979      | 1,85m  | États-Unis          | 3-4   |

Le club finit en douzième position de la saison régulière avec 9 victoires et 17 défaites.

## Effectif 2011-2012
Entraineur : Hervé Coudray
Assistant : Romain Lhermitte
| Numéro | Nom                         | Née le           | Taille | Nationalité        | Poste |
| 4      | Touty Gandega               | 20 juin 1991     | 1,69m  | France             | 2     |
| 5      | Marie-Bernadette M'Bouyamba | 5 janvier 1993   | 1,85m  | France             | 3-4   |
| 6      | Awa Sissoko                 | 6 mars 1994      | 1,79m  | France             | 2-3   |
| 7      | Ingrid Tanqueray            | 25 août 1988     | 1,64m  | France             | 1     |
| 8      | Hhadydia Minte              | 16 mars 1991     | 1,86m  | France             | 3-4   |
| 9      | Pauline Betis               | 4 septembre 1994 | 1,69m  | France             | 1     |
| 10     | Kristen Brooke Sharp        | 18 avril 1981    | 1,75m  | États-Unis         | 1-2   |
| 11     | Giedrė Paugaitė             | 15 juillet 1990  | 1,92m  | Lituanie           | 4-5   |
| 12     | Lætitia Kamba               | 10 janvier 1987  | 1,87m  | France             | 3-4   |
| 13     | Margaux Touraud             | 27 octobre 1994  | 1,90m  | France             | 4-5   |
| 14     | Eglė Šulčiūtė               | 31 août 1985     | 1,91 m | Lituanie           | 3-4   |
| 15     | Naîgnouma Coulibaly         | 31 mai 1989      | 1,91m  | Mali France        | 5     |
| 20     | Anna Vida                   | 21 mai 1985      | 1,84m  | Hongrie            | 3     |
| 21     | Marine Johannès             | 1995             | 1,70 m | France             | 1-2   |
| 25     | Katerina Zohnová            | 7 novembre 1984  | 1,78m  | République tchèque | 3     |

## Effectif 2010-2011
Entraineur : Hervé Coudray
Assistant : Yves Tekpli
| Numéro | Nom                  | Age | Taille | Nationalité | Poste |
| 4      | Touty Gandega        | 18  | 1.69 m | France      | 2     |
| 5      | Anne-Sophie Pagnier  | 23  | 1.80 m | France      | 2     |
| 6      | Esther Niamke-Moisan | 16  | 1.64 m | France      | 1     |
| 7      | Aija Brumermane      | 24  | 1.91 m | Lettonie    | 5     |
| 9      | Kristen Brooke Sharp | 29  | 1.75 m | États-Unis  | 1     |
| 10     | Lenae Williams       | 30  | 1.82 m | États-Unis  | 3     |
| 12     | Yacine Sene          | 27  | 1.81 m | France      | 2     |
| 13     | Pauline Thizy        | 19  | 1.91 m | France      | 5     |
| 14     | Aurélie Bonnan       | 26  | 1.87 m | France      | 4     |
| 15     | Valeriya Berejynska  | 23  | 1.93 m | Ukraine     | 5     |

## Effectif 2009-2010
Entraineur : Hervé Coudray
Assistant : Yves Tekpli
| Numéro | Nom                  | Age | Taille | Nationalité | Poste |
| 4      | Touty Gandega        | 18  | 1.69 m | France      | 2     |
|        | Temeka Johnson       | 27  | 1.60 m | États-Unis  | 1     |
| 5      | Caroline Aubert      | 29  | 1.68 m | France      | 1     |
| 6      | Esther Niamke-Moisan | 16  | 1.64 m | France      | 1     |
| 8      | Fanny Cavallo        | 19  | 1.85 m | France      | 3     |
| 9      | Aija Putniņa         | 21  | 1.92 m | Lettonie    | 4/3   |
| 10     | Lenae Williams       | 30  | 1.82 m | États-Unis  | 3     |
| 11     | Clarisse Costaz      | 23  | 1.70 m | France      | 1     |
| 12     | Yacine Sene          | 27  | 1.81 m | France      | 2     |
| 13     | Pauline Thizy        | 19  | 1.91 m | France      | 5     |
| 14     | Aurélie Bonnan       | 26  | 1.87 m | France      | 4     |
| 15     | Valeriya Berejynska  | 23  | 1.93 m | Ukraine     | 5     |

## Effectif 2007-2008
Entraineur : Olivier Hirsch
Assistant : Mickäel Dejardin
| Numéro | Nom                | Née en     | Taille | Nationalité | Poste |
|        | Marion Chartereau  | 21.11.1990 | 1.78 m | France      | 1     |
|        | Silvia Janostinova | 23.06.1978 | 1.93 m | Slovaquie   | 5     |
|        | Mélissa Micaletto  | 12.01.1990 | 1.65 m | France      | 1     |
|        | Caroline Trottin   | 05.03.1990 | 1.75 m | France      | 2     |
| 4      | Paoline Salagnac   | 13.03.1984 | 1,70 m | France      | 3     |
| 6      | Kelly Corre        | 09.03.1991 | 1.77 m | France      | 3     |
| 7      | Ingrid Tanqueray   | 25.08.1988 | 1.64 m | France      | 1     |
| 8      | Stéphanie Dufour   | 14.10.1991 | 1.88 m | France      | 4     |
| 9      | Jennifer Digbeu    | 14.04.1987 | 1.88 m | France      | 3     |
| 10     | Lenae Williams     | 14.07.1979 | 1.86 m | États-Unis  | 3     |
| 11     | Meredith Alexis    | 18.10.1984 | 1.95 m | États-Unis  | 5     |
| 13     | Naura El Gargati   | 27.07.1980 | 1.92 m | France      | 4     |
| 15     | Pauline Jannault   | 13.01.1987 | 1.92 m | France      | 3     |